# Emilía Kiær Ásgeirsdóttir
Emilía Kiær Ásgeirsdóttir (30 januari 2005) is een voetbalspeelster uit IJsland. Ze speelt als aanvaller voor RB Leipzig in de Bundesliga.

## Clubcarrière
Ásgeirsdóttir maakte haar profdebuut voor UMF Afturelding in de Úrvalsdeild in 2020. Hierna vertrok ze naar Denemarken, waar ze zich bij FC Nordsjælland. Met FC Nordsjælland werd ze in 2024 kampioen van de Elitedivisionen en was ze topscoorster van de competitie. Daarnaast won ze de KvindePokalen (Deense beker) in 2023 en 2024. In december 2024 maakte Ásgeirsdóttir een transfer naar RB Leipzig, actief in de Duitse Bundesliga.

## Statistieken
| Seizoen | Club            | Land       | Competitie      | Wedstrijden | Doelpunten |
| ------- | --------------- | ---------- | --------------- | ----------- | ---------- |
| 2020/21 | FC Nordsjælland | Denemarken | Elitedivisionen | 5           | 0          |
| 2021/22 | FC Nordsjælland | Denemarken | Elitedivisionen | 16          | 2          |
| 2022/23 | FC Nordsjælland | Denemarken | Elitedivisionen | 20          | 6          |
| 2023/24 | FC Nordsjælland | Denemarken | Elitedivisionen | 19          | 10         |
| 2024/25 | FC Nordsjælland | Denemarken | Elitedivisionen | 14          | 7          |
| 2024/25 | RB Leipzig      | Duitsland  | Bundesliga      | 6           | 2          |
| Totaal  | Totaal          | Totaal     | Totaal          | 80          | 27         |

Laatste update: 1 april 2025

## Interlandcarrière
Ásgeirsdóttir werd geboren in IJsland, als de dochter van een IJslandse vader en een Deense moeder. Als jeugdinternational kwam ze uit voor Deense jeugdelftallen. In 2024 maakte Ásgeirsdóttir haar debuut voor het IJslandse nationale team.